# Esse (Charente)
Esse is een gemeente in het Franse departement Charente (regio Nouvelle-Aquitaine) en telt 497 inwoners (1999).

## Geografie
De oppervlakte van Esse bedraagt 30,37 km², de bevolkingsdichtheid is 16 inwoners per km².

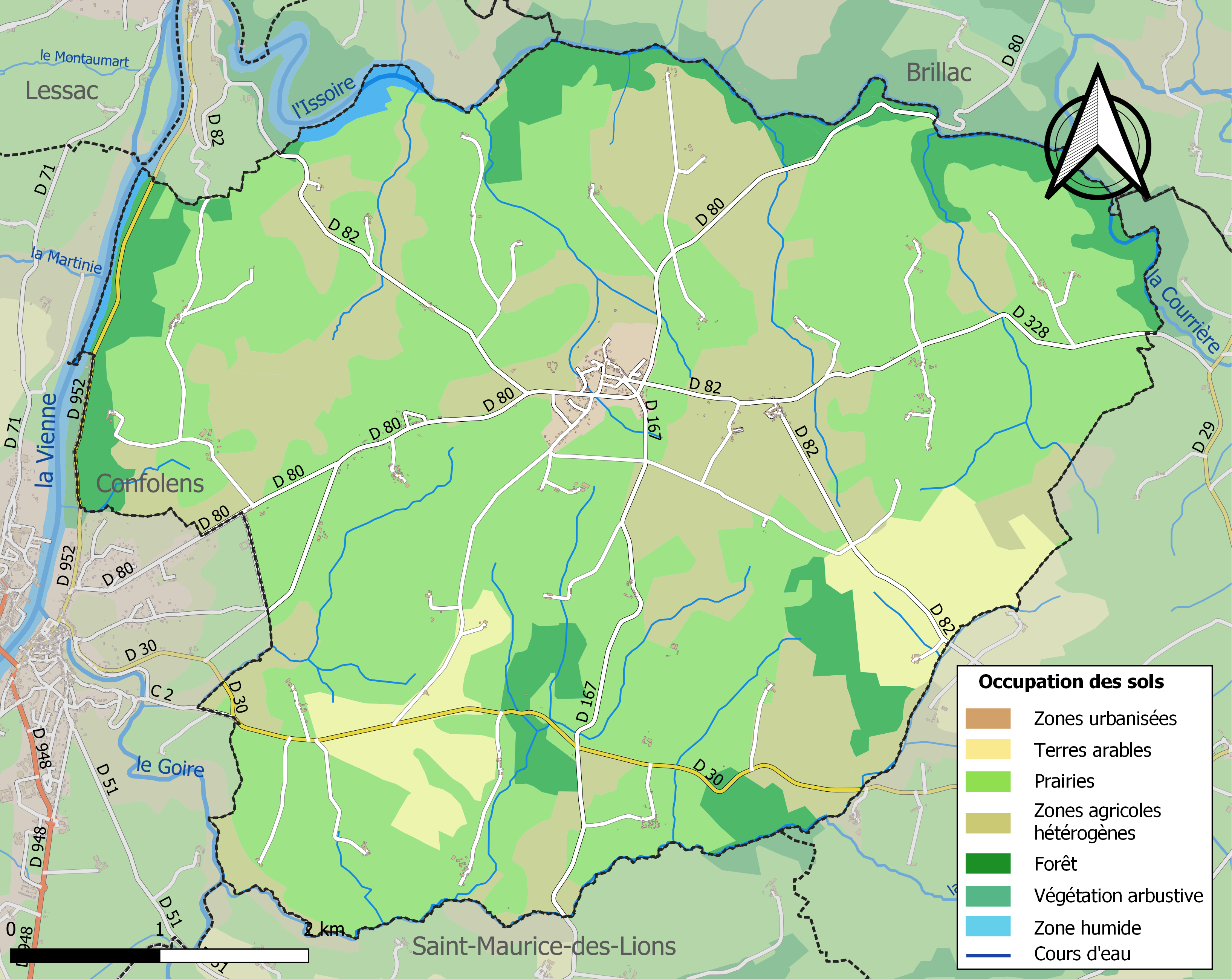
Kaart van de gemeente met de belangrijkste infrastructuur, bodemgebruik en omliggende gemeenten

## Demografie
Onderstaande figuur toont het verloop van het inwonertal (bron: INSEE-tellingen).

1. ↑  Populations de référence 2022.